# یوسف وزیر چمن‌زمینلی
یوسف وزیر چمن‌زمینلی یا یوسف میربابا اوغلو وزیروف (به ترکی آذربایجانی: Yusif Vəzir Çəmənzəminli) (متولد ۱۸۸۷ در شوشی - درگذشت ۱۹۴۳ در نیژنی نووگورود) سیاستمدار و نویسنده معاصر آذربایجانی به شمار می‌رود.

## زندگی
یوسف وزیر در سال ۱۸۸۷ در شهر شوشی زاده شد، پدر وی به موسیقی و ادبیات فارسی آشنا بود و اولین آموزگار یوسف در دوران کودکی بود که با توجه به علاقه وی به ادبیات، اشعار محمد فضولی، سعدی و حافظ را از پدرش آموخت. پس از طی تحصیلات مقدماتی در زادگاهش شوشی، راهسپار باکو شد و پس از اتمام تحصیلات خود در مکتبی در شهر باکو عازم دانشگاه کیف شد و در رشته حقوق تحصیل خود را شروع کرد. یوسف وزیر در تمام عمر خود رُمان‌ها، داستان‌های کوتاه، مقالات متعددی نوشته‌است. مقاله طنز "هدرن و بده‌رن" نشریه ملانصرالدین را در سال ۱۹۰۷، مقاله "میر یوسف وزیروف" را نیز در همان مجله در شرح حال خود چاپ کرده‌بود، داستان‌ها و حکایات "ایکی حکایه ۱۹۱۱"، "ملک محمد ۱۹۱۱"، "دیوانه ۱۹۱۲"، "قانلی گؤزیاشلاری ۱۹۱۳"، "حیات صحیفه‌لری ۱۹۱۳"، "آق ساققال ۱۹۱۳"، "جنتین قبضی ۱۹۱۳"، "آروا دلاریمیزین حالی ۱۹۱۳" را به صورت کتاب منتشر کرده‌بود. رُمان‌های "قان ایچینده" و "قیزلار بولاغی" از جمله آثار وی در زمینه رُمان‌نوسی می‌باشد. یوسف وزیر اشعاری به زبان روسی سروده‌بود و به ادبیات کلاسیک روسی واقف بود. وی در سال ۱۹۴۳ در اردوگاه گولاگ نزدیکی نیژنی نووگورود به قتل رسید.